# Heart&Symphony
『Heart&Symphony』（ハート・アンド・シンフォニー）は、島谷ひとみの5枚目のオリジナルアルバム。2005年10月12日発売。avex traxよりリリース。

## 解説
- アルバム制作のドキュメントを収録したDVD付きの初回限定盤と、CDのみの通常盤の2種類がある。通常盤にのみ「Viola（crossover version）」がボーナストラックとして収録されている。
- スペシャルコンセプトアルバム『crossover』を踏襲したアルバム。
- 一部楽曲のオーケストラは、ベルリンレコーディングが敢行された。
- 「Garnet Moon」との両A面シングルで発売された「祈り」は収録されていない。

## 収録曲
1. Sky High
  - 作詞・作曲・編曲：BOUNCEBACK
  - インテリジェンスCMソング。2006年3月15日発売のシングル「春待人/Camellia-カメリア-」のカップリング曲としてリカットされる。
2. Falco-ファルコ-
  - 作詞：BOUNCEBACK／作曲：渡辺和紀／編曲：前嶋康明
  - テレビ東京系アニメ『うえきの法則』オープニングテーマ
3. 真昼の月
  - 作詞：shungo.／作曲：AKIKO NODA／編曲：中野雄太
  - テレビ朝日系ドラマ『新・科捜研の女』主題歌
4. 沙羅双樹
  - 作詞：BULGE／作曲・編曲：柳沢英樹
5. Salvia
  - 作詞：陽花／作曲・編曲・オーケストラアレンジ：中野雄太
6. Garnet Moon
  - 作詞：六ツ見純代／作曲：迫茂樹／編曲：前嶋康明
  - プレイステーション2専用ソフト『Another Century's Episode ～A.C.E.～』イメージソング
7. Mona Lisa
  - 作詞：shungo.／作曲・編曲・オーケストラアレンジ：中野雄太
8. kokoro
  - 作詞：MIZUE／作曲：炭田慎也／編曲・オーケストラアレンジ：中野雄太
9. 〜Mermaid〜
  - 作詞：六ツ見純代／作曲・編曲：中野雄太
  - 日本テレビ系『@サプリッ!』エンディングテーマ
10. 太陽神
  - 作詞：BOUNCEBACK／作曲・編曲：酒井ミキオ／オーケストラアレンジ：中野雄太
11. voice
  - 作詞：上田起士／作曲・編曲：柳沢英樹／ストリングスアレンジ：前嶋康明
12. フレーム
  - 作詞：島谷ひとみ／作曲・コーラスアレンジ：コモリタミノル／編曲：前嶋康明
13. Viola（crossover version）ボーナストラック
  - 作詞：BOUNCEBACK／作曲：柳沢英樹／編曲：華原大輔
  - 通常盤にのみ収録

### DVD（初回限定盤のみ）
1. Document Movie of H.S〜Making of Heart&Symphony&More〜
  - アルバムレコーディング、インタビューなど密着映像を収録。